# Eucanthus lazarus
Eucanthus lazarus là một loài bọ cánh cứng trong họ Geotrupidae. Loài này được Fabricius miêu tả khoa học năm 1775.